# Peixe (músico)
Pedro Miguel Gomes Cardoso, conhecido pelo nome artístico Peixe, (Porto, 12 de Fevereiro de 1974) é um músico português.
Peixe é o actual guitarrista da banda rock Pluto, bem como da banda Zelig. É mais reconhecido pelo seu trabalho como compositor e guitarrista principal dos Ornatos Violeta.